# Ayahohoué
Ayahohoué est un arrondissement du département du Couffo au Bénin.

## Géographie
Ayahohoué est une division administrative sous la juridiction de la commune de Klouékanmè,.

## Démographie
Selon le recensement de la population effectué par l'Institut National de la Statistique Bénin en 2013, Aya-Hohoué compte 6498 habitants pour une population masculine de 3096 contre 3402 de femmes pour un ménage de 1247.